# Microserica thai
Microserica thai är en skalbaggsart som beskrevs av Ahrens 2002. Microserica thai ingår i släktet Microserica och familjen Melolonthidae. Inga underarter finns listade i Catalogue of Life.